# Écluses de Bath

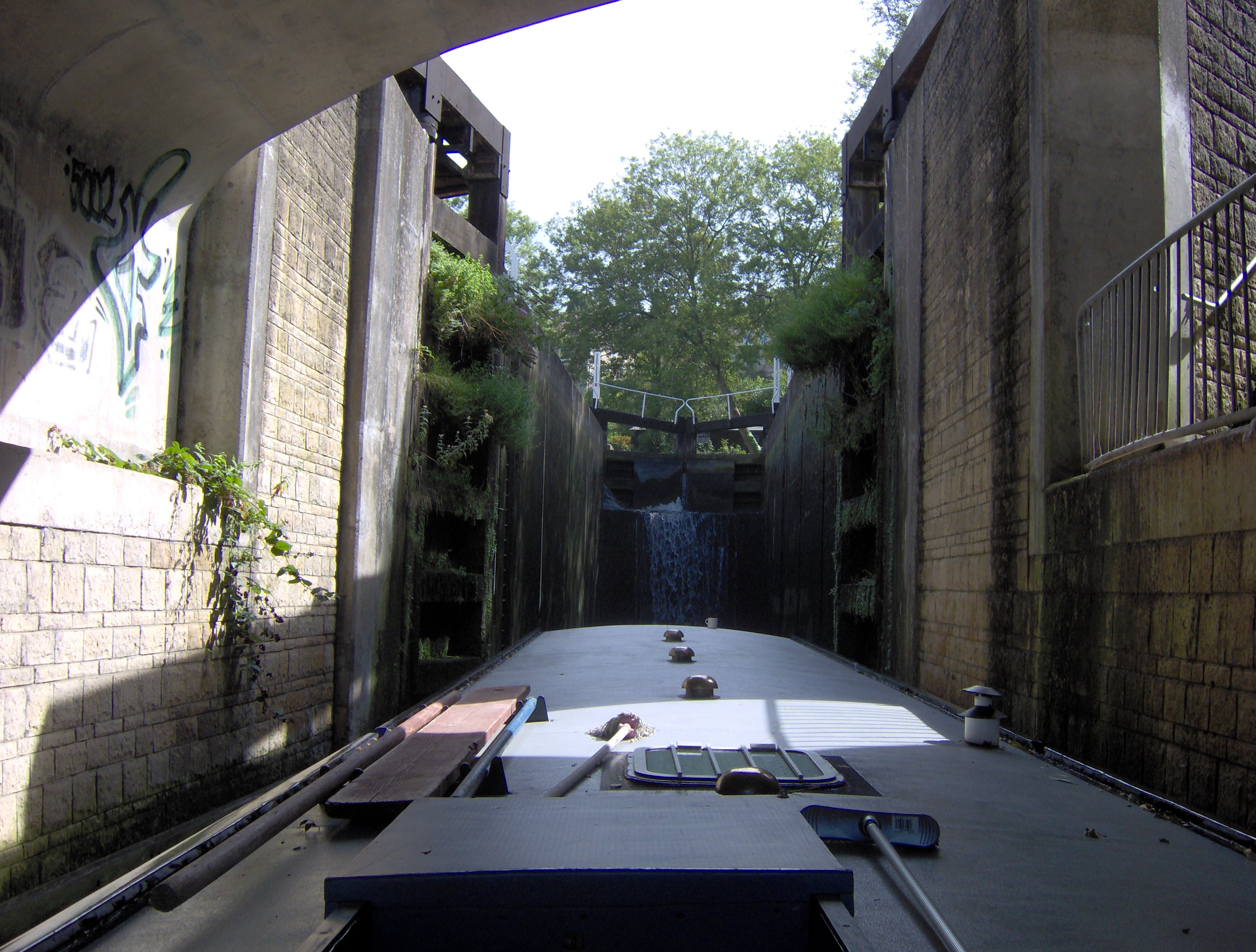
Entrée de l'écluse Bath Deep

Les écluses de Bath sont une succession d'écluses situées sur le canal Kennet et Avon, à Bath, en Angleterre.
L’écluse de Bath Bottom, qui est numérotée n° 7 sur le canal, voit la rencontre avec la rivière Avon, juste au sud du Pulteney Bridge. À côté de l’écluse se trouve un étang et la station de pompage qui pompe l'eau des écluses pour remplacer l’eau utilisée à chaque ouverture.

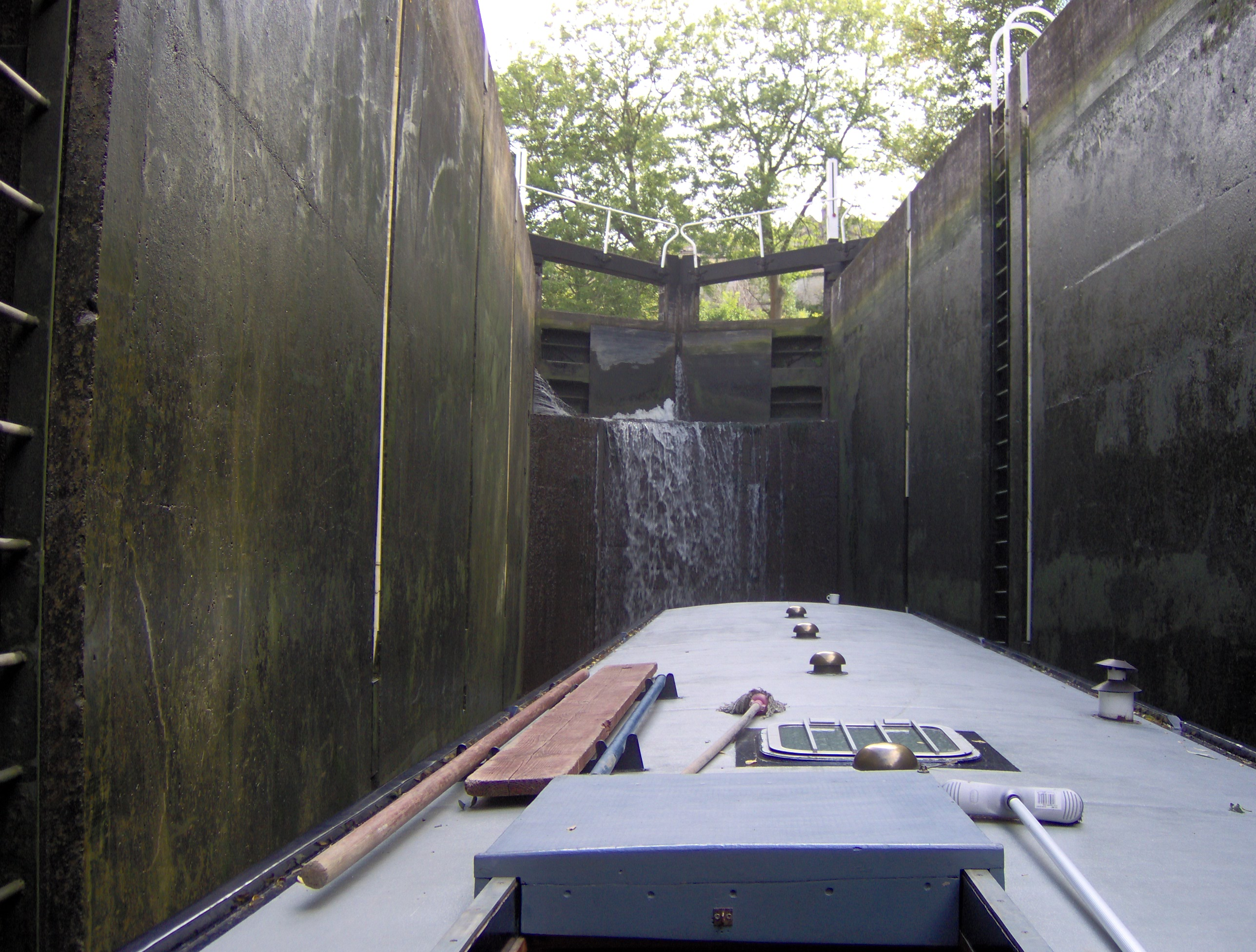
L'écluse Bath Deep

L’écluse suivante est l’écluse de Bath Deep qui est numérotée 8/9 car deux écluses ont été combinées lorsque le canal a été restauré en 1976. Une route, construite alors que le canal était en état de délabrement, passe sur le site d'origine de l'écluse inférieure. La nouvelle chambre a une profondeur de 19 pieds 5 pouces (5,92 m), ce qui en fait la deuxième écluse de canal la plus profonde de Grande-Bretagne.

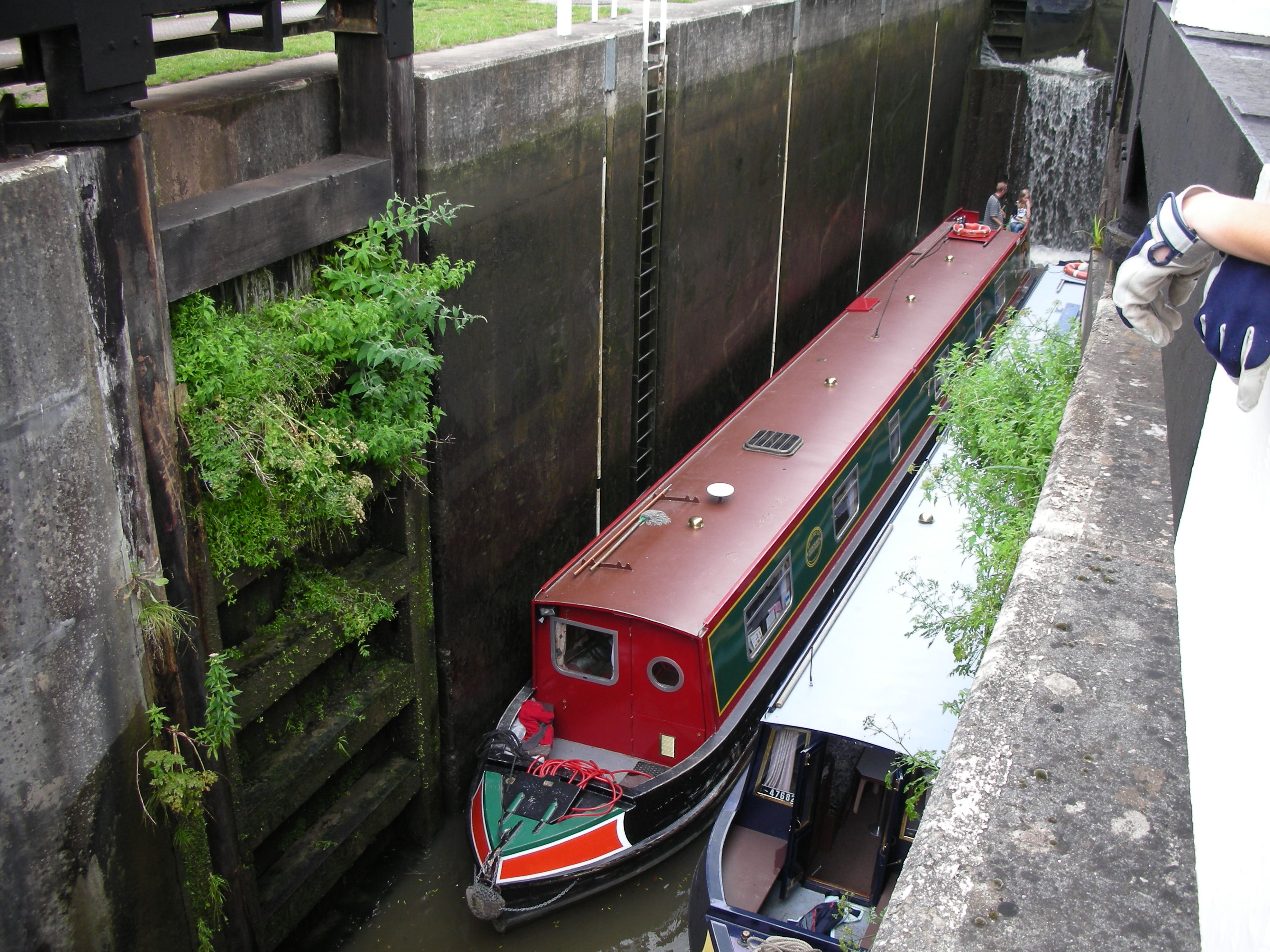
Péniches dans l'écluse de Bath Deep

Juste en amont de l’écluse profonde (Bath Deep) se trouve un plan d'eau permettant à l’écluse de se remplir. En amont, se situe l’écluse de Wash House (numéro 10), et peu après l’écluse d’Abbey View (n° 11), un ouvrage classé grade II près duquel se situe une autre station de pompage. Enfin, en rapide succession, on trouve l’écluse Pulteney (n° 12) et l'écluse de Bath Top (n° 13).

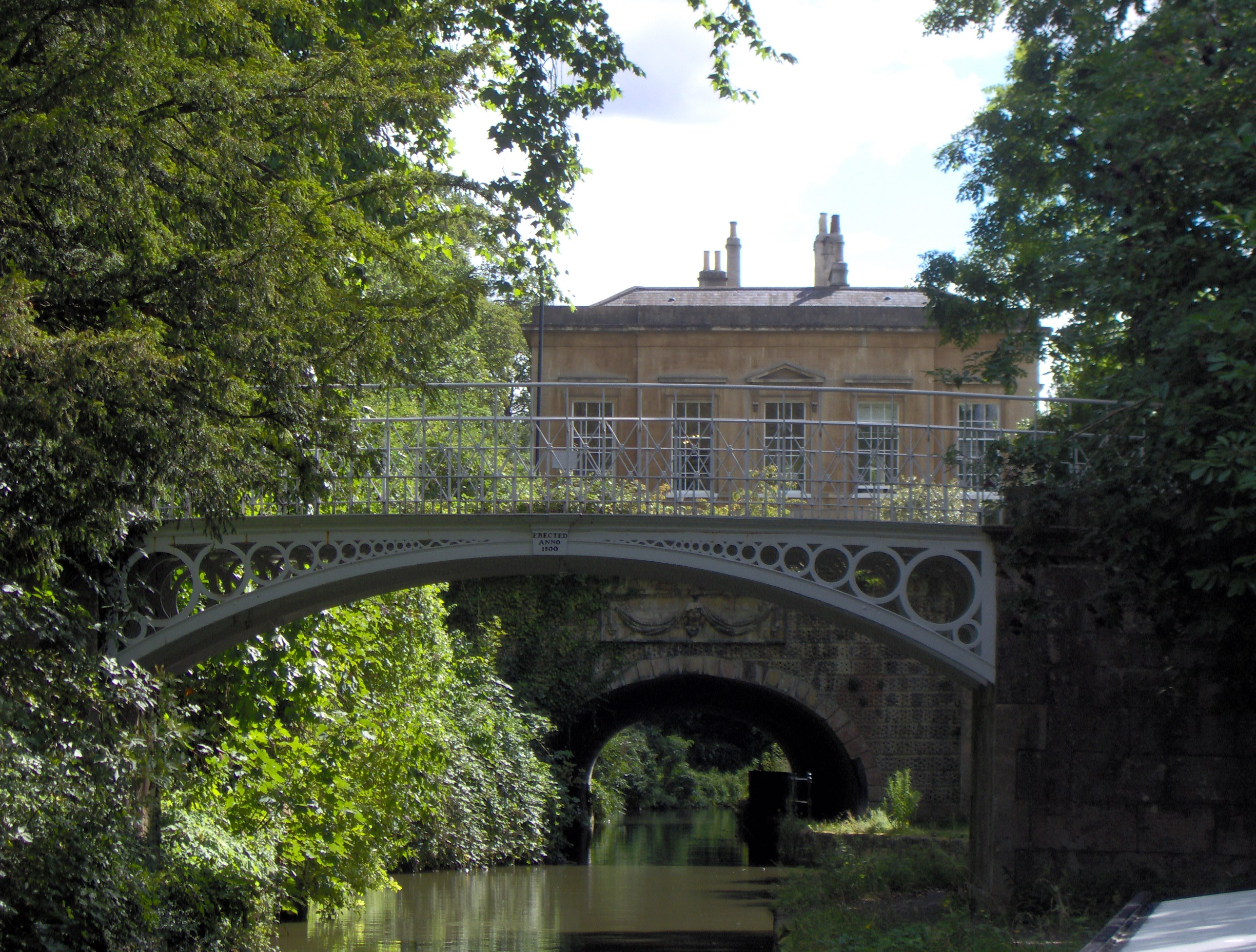
Cleveland House et les ponts en fonte de Sydney Gardens à Bath

Au-dessus de l’écluse amont (Bath top), le canal traverse les jardins de Sydney (Sydney Gardens) où il passe dans deux tunnels, et sous deux passerelles en fonte datant de 1800. Le tunnel de Cleveland fait 173 pieds de long (52,73 m) et passe sous Cleveland House, l'ancien siège de la compagnie du canal Kennet et Avon. Une trappe dans la voute du tunnel a été utilisée pour échanger des documents entre les greffiers au-dessus et les péniches au-dessous. C'est maintenant un bâtiment classé grade II *.
La plupart des ponts sur le canal sont également des ouvrages classés,,,,,.
Les écluses ont été restaurées en 1968 grâce à une collaboration entre le personnel de British Waterways et des volontaires.